# Інді Денс
Інді-денс (англ. indie dance) — стиль електронної танцювальної музики, простір який включає у себе виконавців, що експериментують в пошуках нового звучання. Даний жанр з'явився у Британії 1980-х, 90-х років.

## Особливості стилю
Інді-денс - жанр, який об'єднав в собі елементи альтернативного року та електронної музики. «Інди» - це скорочення від англійського слова independent - «незалежний». 
На рахунок музики це дуже просто: стиль інді-денс - територія незалежних лейблів і виконавців, що експериментують в пошуках нового звучання. Зародився у Британії та отримав популярність  в усьому світі завдяки таким артистам, як "New Order" у 1980-х та "The Prodigy" у 90-х.

## Виконавці Інді-денс
- Moby
- Justice
- The organism
- Crystal Castles
- Major Lazer
- Martin Solveig
- Kavinsky
- Kraftwerk